# 倫伍德 (加利福尼亞州)
倫伍德（英語：Lenwood）是位於美國加利福尼亞州聖貝納迪諾縣的一個人口普查指定地區。

## 地理
倫伍德的座標為34°53′00″N 117°06′00″W / 34.88333°N 117.10000°W，而該地最高點為海拔高度694米（即2277英尺）。

## 人口
根據2010年美國人口普查的數據，倫伍德的面積為5.733平方千米，當中陸地面積為5.733平方千米，而水域面積為0.000平方千米。當地共有人口3543人，而人口密度為每平方千米618人。